# Indian Ladies Masters
De Indian Ladies Masters was een eenmalig golftoernooi voor vrouwen in India, dat deel uitmaakte van de Ladies European Tour. Het toernooi werd opgericht in 2007 en vond plaats op de Eagleton Golf Resort in Bangalore. Het toernooi werd ook georganiseerd onder de naam EMAAR-MGF Ladies Masters.

## Winnares
| Jaar | Winnares       | Score | Score | Info                    |
| ---- | -------------- | ----- | ----- | ----------------------- |
| 2007 | Gwladys Nocera | 281   | –7    | [ 1 ] [ 2 ] [ 3 ] [ 4 ] |